# مایکل کارتر
مایکل کارتر (انگلیسی: Michael Carter؛ زادهٔ ۲۹ ژوئن ۱۹۴۷) بازیگر و نویسنده اهل بریتانیا است. وی از سال ۱۹۷۱ میلادی تاکنون مشغول فعالیت بوده‌است.
از فیلم‌ها یا برنامه‌های تلویزیونی که وی در آن نقش داشته‌است، می‌توان به بازگشت جدای، گرگ‌نمای آمریکایی در لندن، شعبده‌باز، قرارداد نقشه‌کش، هفت شگفتی جهان صنعتی، برجک دفاعی، سنتوریون، دکتر هو، تاگارت، کلاه سرخ، تلفات، مأموران مخفی، نیروی برای حمله و همچنین بازی‌های ویدئویی ارواح شیطانی و دارک سولز اشاره کرد.